# New vintage (Maynard Ferguson)
New vintage is een studioalbum van Maynard Ferguson. CBS drong aan op snelle nieuwe opnamen na het hitje dat Ferguson had met zijn uitvoering van Gonna fly now uit de soundtrack van Rocky. CBS en Ferguson hielden hetzelfde recept aan, een verzameling werken verzameld rond een bekende filmtitel, in dit geval Star Wars, dat ook op single werd uitgebracht. Die single en het album konden het succes van de voorgangers bij lange na niet evenaren. New vintage lijkt een verwijzing naar twee nummers die Ferguson al eerder had opgenomen: Maria en Airegin. Opnamen vonden  plaats in de Media Sound Studio te New York onder leiding van geluidstechnicus Bob Clearmountain.      

## Musici
- Eric Traub – tenor- en sopraansaxofoon
- Mark Colby – tenorsaxofoon, sopraansaxofoon (sopraansaxsolo op "Oasis", tenorsolo op "El Vuelo (The flight)")
- Mike Migliore – altsaxofoon, sopraansaxofoon (altsolos op "Main title (From the 20th Century-Fox Film "Star Wars")" en "Airegin")
- Bob Militello – baritonsaxofoon, dwarsfluit (fluitsolo op "Maria" en "Scheherazade")
- Maynard Ferguson – trompet, flugelhorn (trompetsolos op alle nummers behalve "Oasis"
- Stan Mark – trompet, flugelhorn
- Joe Mosello – trompet, flugelhorn, congas, percussie
- Dennis Noday – trompet, flugelhorn
- Ron Tooley – trompet, flugelhorn
- Roger Homefield – trombone
- Nick Lane – trombone
- Randy Purcell – trombone
- Biff Hannon – Fender Rhodes, piano, micromoog, en polymoog (pianosolo op "Airegin")
- Gordon Johnson – basgitaar[1]
- Peter Erskine – slagwerk (Solo op "Airegin")[2]

Met
- Ralph MacDonald – percussie
- Steve Khan – gitaar (solos op "Main title (From the 20th Century-Fox Film "Star Wars")" en "Scheherazade")
- David Taylor – trombone
- Donald Corrado – hoorn
- Jim Buffington – hoorn
- Brooks Tillotson – hoorn
- Earl Chapin – hoorn

En
- strijkorkest bestaande uit: Jonathan Aloramowitz, Lamar Alsop, Seymour Barab,  Arnold Black, Alfred Brown, Frederick Buldrini, Harold Coletta, Harry Cykman, Richard Davis, Max Ellen, Lewis Ely, Barry Finclair, Louis Gabowitz, Harry Glickman, Theodore Israel, Harold Kohon, Charles Libove, Charles McCracken, Marvin Morgenstern, David Nadien, Tony Posk, Matthew Raimondi, Alan Shulman, Herbert Sorkin, Richard Sortomme, Emanuel Vardi met Gloria Agostini op harp
- zang: Richard Berg, Ellen Benfield, Katie Irving, Tina Kaplan, Tony Wells

## Muziek
| Nr. | Titel                                                                                | Duur |
| --- | ------------------------------------------------------------------------------------ | ---- |
| 1.  | Main title (From the 20th Century Fox-film Star Wars (John Williams, arr. Chattaway) | 4:10 |
| 2.  | Oasis (Chattaway, Ferguson)                                                          | 6:27 |
| 3.  | Maria (uit West Side Story) (Leonard Bernstein, Stephen Sondheim, arr. Chattaway)    | 6:25 |
| 4.  | El Vuelo (the flight) (Chattaway)                                                    | 7:14 |
| 5.  | Shererazade (Nikolaj Rimski-Korsakov, arr. Chattaway)                                | 7:00 |
| 6.  | Airegin (Sonny Rollins)                                                              | 3:58 |